# Ковтун Ніна Гнатівна
Ніна Гнатівна Ко́втун (нар. 14 червня 1925, Лохвиця - помер. 27 травня 2015, Харків) — українська радянська архітекторка; кандидат архітектури з 1971 року; член Спілки архітекторів України з 1957 року.

## Біографія
Народилася 14 червня 1925 року в місті Лохвиці (нині Полтавська область, Україна). 1949 року закінчила Харківський інженерно-будівельний інститут, де навчалася зокрема у Георгія Вегмана, Євгена Лимара.
Протягом 1949—1973 років працювала в харківському інституті «Укрміськбудпроект», де пройшла шлях від архітектора до головного архітектора проєкту; з 1973 року — доцент Харківського інженерно-будівельного інституту.

## Архітектурна діяльність
Упродовж 1950–1970 років займалася проєктуванням та забудовою Запоріжжя, де за її проєктами обладнано: 
- кіноконцертну залу (1950);
- центральну площу (1966–1968);
- набережну Дніпра (1968–1969);
- шляхопровід над залізницею поблизу вулиці Вознесенської (1970).

Авторка низки статей з питань будівництва й архітектури. 